# 2005 dans la police
Cet article présente les faits marquants de l'année 2005 dans la police.

## Évènements
- 27 octobre : Mort de Zyed Benna et Bouna Traoré, le 27 octobre 2005, électrocutés dans l'enceinte d'un poste électrique alors qu'ils cherchent à échapper à un contrôle de police, cet évènement participe au déclenchement des émeutes de 2005 dans les banlieues françaises.